# رستي جونز
رستي جونز (بالإنجليزية: Rusty Jones)‏ هو عازف جاز وطبال أمريكي، ولد في 13 أبريل 1942 في سيدار رابيدز في الولايات المتحدة، وتوفي في 9 ديسمبر 2015 في شيكاغو في الولايات المتحدة.

## وصلات خارجية
- الموقع الرسمي
- رستي جونز على موقع ميوزك برينز (الإنجليزية)
- رستي جونز على موقع ديسكوغز (الإنجليزية)